# Rookie Blue
Rookie Blue ist eine kanadische Polizeiserie, die von E1 Entertainment und Thump, Inc. im Auftrag von CanWest produziert wurde. In Deutschland wurden bisher die ersten vier Staffeln auf 13th Street Universal gezeigt.
Im Oktober 2015 gab die kanadische Produktionsfirma Shaw Media die Einstellung der Serie nach sechs Staffeln bekannt.

## Handlung
Die Serie zeigt den Alltag von fünf Polizisten des fiktiven 15. Reviers, die direkt von der Polizeiakademie kommen und sich bewähren müssen. Hierbei werden sowohl ihre ersten Einsätze auf der Straße als auch die Beziehungen untereinander gezeigt. Im Vordergrund steht hierbei Andy McNally, es werden aber auch die Beziehungen und Einsätze der anderen Anfänger (englisch Rookies) betrachtet.
Die Serie wird als das Grey’s Anatomy in der Welt von Polizisten bezeichnet. Die Hauptfigur Andy McNally wird als Meredith Grey in Uniform beschrieben, entsprechend wird Rookie Blue auch als Flashpoint oder The Bridge für weibliches Publikum bezeichnet.

## Produktion
Die Serie wurde von Thump Inc. entwickelt und wird gemeinsam mit E1 Entertainment im Auftrag von CanWest produziert. Die Serie wurde von Tassie Cameron, Morwyn Brebner und Ellen Vanstone entwickelt. CanWest bewarb die Pilotfolge der Serie durch eine große nationale Multimedia-Marketing-Kampagne. Das Skript zur Pilotfolge wurde von Ilana Frank geschrieben. Im Februar 2009 wurde für den CanWest-Sender Global TV eine 13-teilige erste Staffel unter dem früheren Titel „Copper“ bestellt. Noch vor der Ausstrahlung wurde der Sender ABC auf die Serie aufmerksam und sicherte sich im April 2009 die Ausstrahlungsrechte für die USA. Dadurch kann Rookie Blue auf ein erhöhtes Budget zurückgreifen. Dies ist unter anderem daran erkennbar, dass die Fernsehserie auf 35-mm-Film gedreht wurde und dass mehr Geld für Sound, Musik, Ausstattung, Extras und Aufnahmen aus Hubschraubern zur Verfügung stand.
Zuerst wurde die Rolle der Andy McNally mit Missy Peregrym besetzt, es folgte Gregory Smith als Dov Epstein. Die restlichen Castmitglieder wurden Anfang Juli 2009 bekannt gegeben.
Die Produktion der ersten Staffel begann in Toronto, Ontario am 14. Juli 2009 und dauerte bis November 2009. Tassie Cameron fungiert als Drehbuchautorin und als Show Runner. ABC bestellte nach nur drei ausgestrahlten Folgen, am 12. Juli 2010, eine zweite Staffel. Die Dreharbeiten der zweiten Staffel begannen Anfang September 2010 und endeten im Februar 2011.
Am 10. Juli, wiederum nach der Ausstrahlung der ersten drei Folgen der zweiten Staffel, gab Missy Peregrym bekannt, dass die Serie eine dritte Staffel erhalten werde. Drei Tage später wurde dies von ABC auch offiziell bestätigt. Die Dreharbeiten der dritten Staffel begannen am 22. August 2011.
Am 26. Juni 2012, nach der Ausstrahlung der ersten drei Episoden wurde die Serie um eine vierte Staffel verlängert. Am 18. Juli 2013 gaben ABC und Global TV die Produktion einer fünften Staffel bekannt.

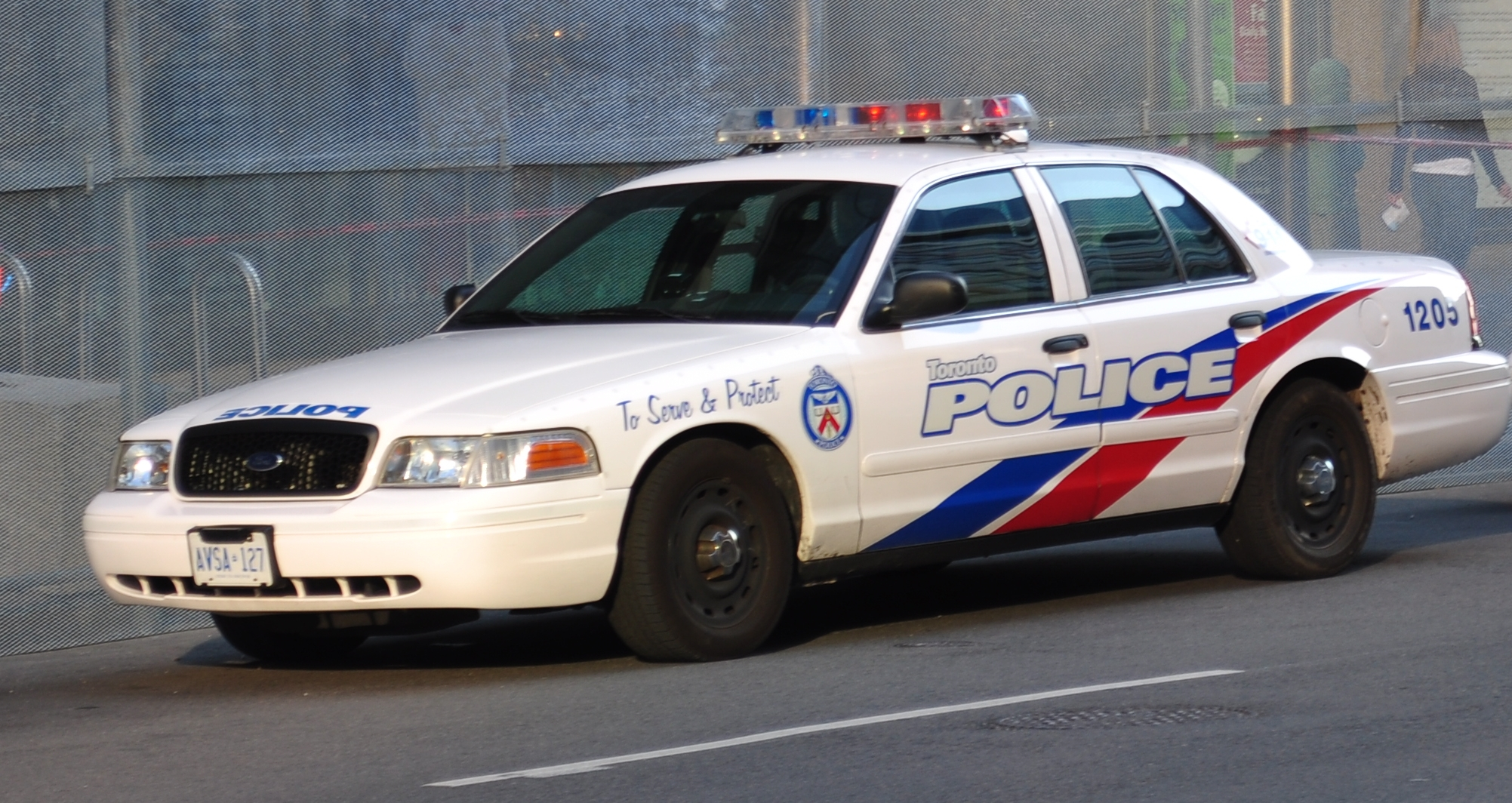
Fahrzeug der Toronto Police

Das Drehen einer Folge dauerte sieben Tage. Während der gesamten Zeit war ein echter Polizist am Set, um die Szenen zu überblicken und Ratschläge zu geben. Des Weiteren erhielten die Schauspieler einen Tag lang ein Training von echten Officers, die zum Beispiel den Gebrauch von Waffen und Handschellen erklärten.
Rookie Blue war die erste Fernsehserie, die gleichzeitig zur Erstausstrahlung mit Audiodeskription ausgestrahlt wurde. Der kanadische Sender The Accessible Channel, der 2009 speziell für Seh- und Hörgeschädigte startete, übertrug die Serie synchron zu Global TV und ABC.

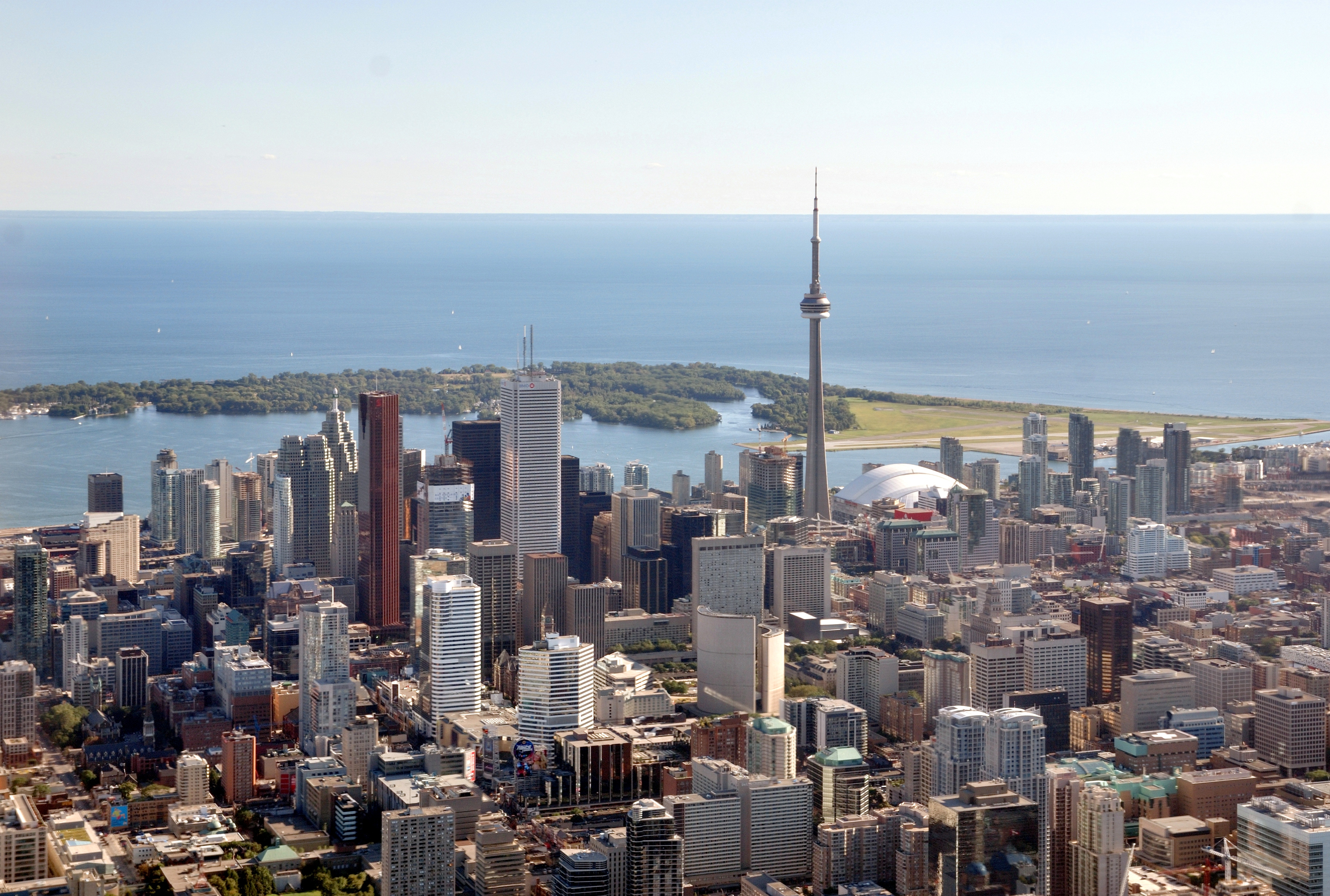
Blick aus Hubschrauber über Torontos Skyline

### Schauplätze
Die Serie wurde in Toronto gedreht. Wenngleich Toronto nie als Schauplatz der Serie erwähnt wurde, wurden zum Drehen lokale Straßennamen wie „King Street“ oder „Jameson Avenue“ verwendet.
Gedreht wurde in ganz Toronto, vor allem aber im östlichen Teil der von Wolkenkratzern geprägten Downtown im Gebiet des 51. Reviers.
Charakteristisch für die Serie sind Kameraschwenks über die Skyline der Stadt, die aus Hubschraubern gefilmt wurden.

## Besetzung und Synchronisation

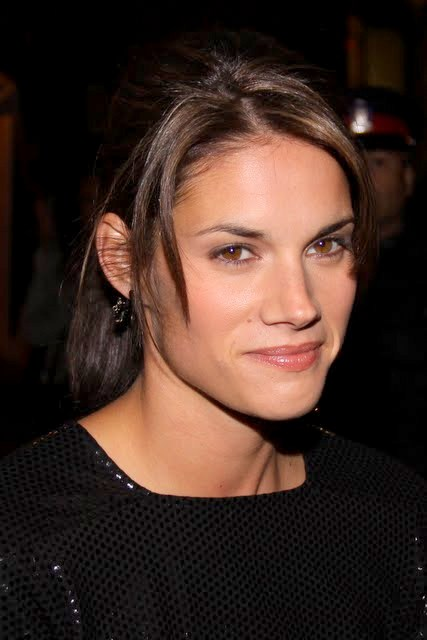
Hauptdarstellerin Missy Peregrym

Die deutsche Synchronisation entstand nach einem Dialogbuch von Marianne Groß und Thomas Maria Lehmann sowie unter der Dialogregie von Thomas Crecelius durch die Synchronfirma Studio Hamburg Synchron.
| Rolle           | Schauspieler          | Synchronsprecher   | Hauptrolle (Episoden) | Nebenrolle (Episoden) |
| --------------- | --------------------- | ------------------ | --------------------- | --------------------- |
| Andy McNally    | Missy Peregrym        | Julia Ziffer       | 1.01–6.11             |                       |
| Dov Epstein     | Gregory Smith         | David Turba        | 1.01–6.11             |                       |
| Gail Peck       | Charlotte Sullivan    | Sonja Stein        | 1.01–6.11             |                       |
| Traci Nash      | Enuka Okuma           | Kathrin Gaube      | 1.01–6.11             |                       |
| Sam Swarek      | Ben Bass              | Oliver Böttcher    | 1.01–6.11             |                       |
| Oliver Shaw     | Matt Gordon           | Robin Brosch       | 1.01–6.11             |                       |
| Noelle Williams | Melanie Nicholls-King | Ulrike Johannson   | 1.01–3.13             | 4.02, 4.08            |
| Chris Diaz      | Travis Milne          | Nico Sablik        | 1.01–4.05 4.09–6.11   |                       |
| Jerry Barber    | Noam Jenkins          | Robert Missler     | 1.01–3.09             |                       |
| Luke Callaghan  | Eric Johnson          | Marius Clarén      | 1.01–2.13             | 3.09–3.13 4.06-6.11   |
| Nick Collins    | Peter Mooney          | Tim Knauer         | 3.01–6.11             |                       |
| Chloe Price     | Priscilla Faia        |                    | 4.02–6.11             |                       |
| Marlo Cruz      | Rachael Ancheril      |                    | 4.01–6.11             |                       |
| Frank Best      | Lyriq Bent            | Jan-David Rönfeldt |                       | 1.01–6.11             |
| Jo Rosatti      | Camille Sullivan      |                    |                       | 2.01–2.07             |
| Donovan Boyd    | Aaron Abrams          |                    |                       | 1.01, 1.13 2.01–2.13  |
| Sue Tran        | Mayko Nguyen          |                    |                       | 2.05–3.13             |
| Sergeant Boyko  | Aidan Devine          |                    |                       | 1.01–1.05             |

## Ausstrahlung

### Kanada und USA
Erste Staffel
Die Serie startete am 24. Juni 2010 in Kanada auf dem Sender Global TV sowie zeitgleich in den USA auf ABC. In Kanada landete der Pilot von Rookie Blue mit insgesamt 1,9 Millionen und 712.000 Zuschauern in der Zielgruppe von 18 bis 49 Jahren auf Platz eins des Abends und auf Platz zwei der gesamten Woche. Es ist damit der beste Start einer Canwest-Dramaserie der letzten fünf Jahre. In den USA verfolgten 7,24 Millionen Zuschauer die Pilotfolge. Der Serienstart galt somit für ABC als erfolgreichster drehbuchbasierter Serienstart seit über einem Jahr.
Auch die weitere, wöchentliche Ausstrahlung der ersten Staffel donnerstags um 21 Uhr fiel positiv aus, so schauten durchschnittlich über 6 Millionen Zuschauer in den USA und über 1,5 Millionen Zuschauer in Kanada die Serie, wenn auch mit abnehmender Tendenz. Vor allem in der Hauptzielgruppe der 18- bis 49-Jährigen konnte die Serie gute Quoten einfahren. Das erste Staffelfinale, bestehend aus zwei Folgen, wurde am 9. September 2010 in Kanada und den USA ausgestrahlt.
Zweite Staffel
Die zweite Staffel wurde sowohl in den USA auf ABC, als auch in Kanada auf Global TV ab dem 23. Juni 2011 wöchentlich donnerstags ausgestrahlt. Die Ausstrahlung wurde jedoch von 21 Uhr um eine Stunde nach hinten, auf 22 Uhr verlegt. Dadurch sanken die Quoten der zweiten Staffel zwar im Vergleich zur ersten Staffel, im Vergleich zu der Ausstrahlung um 22 Uhr im letzten Jahr konnte Rookie Blue jedoch in den ersten drei Folgen 14 % in der Hauptzielgruppe der 18- bis 49-Jährigen und 8 % in der Gesamtzahl der Zuschauer zulegen. Die Premiere der zweiten Staffel am 23. Juni hatte somit für diese Stunde die besten Einschaltquoten seit August 2008. Die Quoten waren daher Grund einer frühen Verlängerung der Serie um eine dritte Staffel. Das Staffelfinale, das am 8. September 2011 von 21 bis 23 Uhr ausgestrahlt wurde, bestand auch hier aus zwei Folgen.
Dritte Staffel
Die wöchentliche Ausstrahlung der dritten Staffel in den USA und Kanada lief vom 24. Mai 2012 bis zum 6. September 2012.
Vierte Staffel
Die Ausstrahlung der vierten Staffel erfolgte vom 23. Mai bis zum 12. September 2013 wiederum gleichzeitig auf ABC und Global TV.
Fünfte Staffel
Die Ausstrahlung der fünften Staffel erfolgte vom 19. Mai bis zum 6. August 2014.

### Deutschsprachige Länder
| |  |  |
| Logos der Fernsehsender, auf denen die Serie in Deutschland (13th Street Universal), der Schweiz (3+) und Österreich (ORF eins) ausgestrahlt wird |  |  |

#### Deutschland
In Deutschland wurde die erste Staffel der Serie vom 1. Januar bis zum 26. März 2011 wöchentlich, donnerstags zur Hauptsendezeit auf dem Pay-TV-Sender 13th Street Universal, der damals nur „13th Street“ hieß, ausgestrahlt. Die deutsche Ausstrahlung folgt hierbei nicht komplett der amerikanischen Ausstrahlungsreihenfolge. Die Ausstrahlung der zweiten Staffel war vom 12. Januar 2012 bis zum 23. Februar 2012 auf 13th Street Universal zu sehen. Die dritte Staffel war vom 7. Januar 2013 bis zum 18. Februar 2013 auf 13th Street Universal zu sehen. Die vierte Staffel wurden in Doppelfolgen vom 5. Januar bis zum 16. Februar 2014 ebenfalls auf 13th Street Universal gesendet. Anfang 2015 bestätige der Pay-TV-Sender 13th Street Universal, dass er die fünfte Staffel nicht in Deutschland ausstrahlen wird.
Ab dem 14. September 2013 strahlte RTL die erste Staffel samstags im Free-TV aus. Nach elf Folgen beendete RTL die Ausstrahlung jedoch vorzeitig aufgrund ungenügender Einschaltquoten.

#### Schweiz
In der Schweiz sendete der private Kabelsender 3 Plus TV die ersten neun Folgen der Fernsehserie wöchentlich vom 8. Januar 2011 bis zum 7. März 2011. Darauf folgten in unregelmäßigen Abständen noch Folge zehn am 19. März 2011 und Folge elf am 3. April 2011. Über die weitere Ausstrahlung der Staffel wurden keine Aussagen gemacht.
Seit dem 15. November 2014 sendet der Schweizer Free-TV-Sender S1 die Staffeln 1-4.

#### Österreich
In Österreich wird die Serie seit dem 17. Oktober 2012 auf dem Sender ORF eins ausgestrahlt.

### International
Entertainment One besitzt die weltweiten Rechte an seinen Fernsehproduktionen. Zusammen mit dem Verkauf der Ausstrahlungsrechte an ABC und Canwest wurden die Rechte der weltweiten Pay-TV-Ausstrahlung, ausgenommen USA und Kanada, an Universal Networks International, eine Tochterfirma von NBC Universal verkauft. Diese strahlt die Fernsehserie in über 20 Ländern aus.
SBS Networks sicherte sich die Rechte der Free-TV-Ausstrahlung in Niederlande, Finnland, und Norwegen, TV4 für Schweden, RTÉ für Irland, Danish Broadcasting Corporation und Viasat Broadcasting für Slowenien.

## Veröffentlichungen
Am 31. Mai 2011 veröffentlichte Entertainment One die erste Staffel der Fernsehserie in Kanada und USA auf DVD und Blu-ray, die zweite Staffel folgte am 29. Mai 2012.
Die komplette Serie ist über iTunes, Amazon Instant Video und Hulu Plus kostenpflichtig erhältlich. Des Weiteren kann die komplette Serie in Kanada auf der Website von Global TV kostenlos angesehen werden. In den Vereinigten Staaten können aktuelle Folgen auf der Website des ABC sowie auf Hulu kostenlos angesehen werden.